# أدباي أهل كلاي
أدباي أهل كلاي هي بلدة ريفية في جنوب موريتانيا، تقع في مقاطعة امبود في منطقة كوركول.

## جغرافيا
تقع بلدية أدباي أهل كلاي في الجنوب الشرقي في ولاية كوركول وتغطي مساحة قدرها 624 كم². يحدها من الشمال بلدية امبود، ومن الشرق بلدية انجاجبني، ومن الجنوب الشرقي بلدية أجار، ومن الجنوب الغربي ببلدية فري ليتاما وبيلوكيت ليتام ، ومن الشمال الغربي ببلدة بلدية فم لكليتة.

## تاريخ
تأسست كمدينة حسب المرسوم في 20 أكتوبر 1987.

## السكان
خلال التعداد العام للسكان والمساكن لعام 2000، كان عدد سكان المدينة حوالي 10 220 نسمة. وخلال تعداد عام 2013، بلغ عدد السكان حوالي 11 475 نسمة، بمعدل نمو سنوي قدره 0,9 % على مدى 13 عامًا.

## اقتصاد
تعتبر الزراعة مركز اقتصاد المدينة، مثلها مثل جميع البلديات تقريبًا في المنطقة، لكنه هش بسبب الظروف المناخية أو قلة الإمكانيات للمزارعين، وللتعامل معهذه المعوقات، تقوم الدولة أو المنظمات غير الحكومية المختلفة بتمويل المشاريع التي تعمل على تحسين الظروف المعيشية للسكان.